# Podskale (Rusocice)
Podskale – część wsi Rusocice w Polsce położona w województwie małopolskim, w powiecie krakowskim, w gminie Czernichów.
W latach 1975–1998 miejscowość administracyjnie należała do województwa krakowskiego.